# Hogna rizali
Hogna rizali är en spindelart som beskrevs av Alberto Barrion och James A. Litsinger 1995. Hogna rizali ingår i släktet Hogna och familjen vargspindlar.
Artens utbredningsområde är Filippinerna. Inga underarter finns listade i Catalogue of Life.